# Доситей (Херескул)
Досифей Херескул (1709–1789) — єпископ Буковини з осідком спочатку (з 1750) у Радівцях, а з 1782 у Чернівцях. Завдяки втручанню Херескула в 1783 році австрійський уряд дозволив перенести мощі патрона Буковини св. Івана з Жовкви до Сучави. За його єпископства 1782 року створено з колишніх монастирських маєтків фонд (понад 200 000 га землі), призначений для фінансування потреб буковинської єпархії. Херескул (румун за походженням) прихильно ставився до культурно-релігійних потреб українців — більшості населення Буковини.